# Weas
 (juin 2018).
Si vous disposez d'ouvrages ou d'articles de référence ou si vous connaissez des sites web de qualité traitant du thème abordé ici, merci de compléter l'article en donnant les références utiles à sa vérifiabilité et en les liant à la section « Notes et références ».

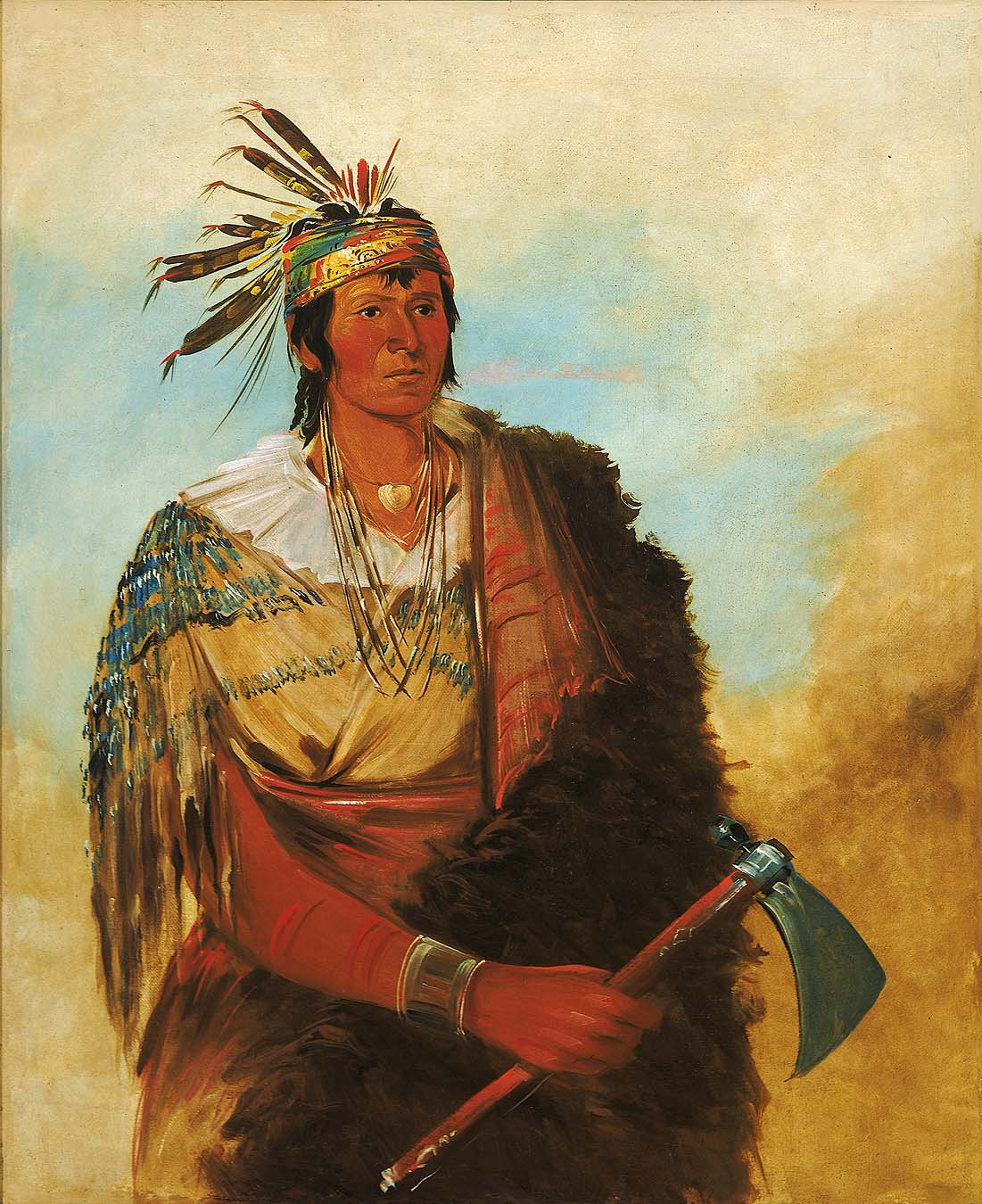
Un Wea peint par George Catlin.

Les Weas, ou Outias pour les Français, sont un peuple amérindien qui vécut très longtemps entre la haute vallée de l'Ohio et le sud des Grands Lacs. Ils sont apparentés aux Miamis qui avaient deux de leurs principales communautés non loin du fort à Lafayette et Terre Haute. Plus précisément, les Weas "occupent le bas de la rivière Ouabache et le bas de la rivière Ohio."
William Chassé estime la population de ce peuple à "entre 4000 et 4800 individus en 1718", selon les méthodes de calcul de Charles Callender d'après les recensions de guerriers effectuées par les Français, mais ces derniers ne faisant pas la différence entre les Weas et les Peanquishas, ce chiffre est donc à relativiser pour ce qui concerne les Weas.

## Langue
La langue des Wea est apparentée aux langues algonquiennes.

## Histoire
Au XVIIIe siècle, les Français entrèrent en contact avec la tribu Wea. Ils construisirent un fort qu'ils nommèrent Fort Ouiatenon, du nom Ouiatenon qui désigne en langue algonquienne le territoire de la tribu des Wea.
Les Weas combattent aux côtés des Français lors de la guerre de succession d'Autriche.